# Сонэ-но Ёситада
 Сонэ-но Ёситада  (яп. 曾禰好忠) (жил в X веке, годы жизни неизвестны) — японский вака-поэт периода Хэйан.
Возможно,  он родился незадолго до 930 года и умер в первые годы XI века). Был активен как поэт в последней четверти X века. Он служил в провинции и считался второстепенным поэтом. Однако, его стиль и концепция опережали своё время, и после его смерти, в его поэзии стали отмечать свежесть и жизненную силу, и его стихи всё больше и чаще отбирались для в имперских антологий.
В знаменитой антологии 100 поэтов «Хякунин иссю» его танка № 46.